# Chełm Śląski
Chełm Śląski è un comune rurale polacco del distretto di Bieruń-Lędziny, nel voivodato della Slesia.
Ricopre una superficie di 23,22 km² e nel 2005 contava 5 556 abitanti.